# Dennis Hoey
Dennis Hoey, pseudonimo di Samuel David Hyams (Londra, 30 marzo 1893 – Palm Beach, 25 luglio 1960), è stato un attore britannico.

## Biografia
Nato da genitori russi (un'altra fonte dice genitori irlandesi e russi), studiò presso il Brighton College e, in origine, aveva programmato di diventare un insegnante.
Prestò servizio nel British Army durante Prima guerra mondiale. Dopo una carriera come cantante, che comprendeva l'intrattenimento delle truppe britanniche durante il suo servizio di guerra, Hoey iniziò a recitare sul palcoscenico nel 1918 e successivamente per il grande schermo. 
Nel 1931 si trasferì negli Stati Uniti e iniziò a comparire nei film di Hollywood. Il ruolo per cui viene spesso ricordato è quello dell'Ispettore Lestrade, in sei dei film di Sherlock Holmes diretti da Roy William Neill fra il 1939 e il 1946. Morì a Palm Beach nel 1960.

## Filmografia parziale
- The Maid of the Mountains, regia di Lupino Lane (1932)
- Baroud, regia di Rex Ingram, Alice Terry (1933)
- My Old Duchess, regia di Lupino Lane (1933)
- Chu Chin Chow, regia di Walter Forde (1934)
- Confirm or Deny, regia di Archie Mayo, Fritz Lang (1941)
- Il mio avventuriero (A Yank in the R.A.F.), regia di Henry King (1941)
- Il figlio della furia (Son of Fury: The Story of Benjamin Blake), regia di John Cromwell (1942)
- Sono un disertore (This Above All), regia di Anatole Litvak (1942)
- Avventura al Cairo (Cairo), regia di W. S. Van Dyke (1942)
- Sherlock Holmes e l'arma segreta (Sherlock Holmes and the Secret Weapon), regia di Roy William Neill (1942)
- Per sempre e un giorno ancora (Forever and a Day), regia di Edmund Goulding, Cedric Hardwicke (1943)
- Frankenstein contro l'uomo lupo (Frankenstein Meets the Wolf Man), regia di Roy William Neill (1943)
- Sherlock Holmes di fronte alla morte (Sherlock Holmes Faces Death), regia di Roy William Neill (1943)
- La donna ragno (The Spider Woman), regia di Roy William Neill (1943)
- Tre giorni di gloria (Uncertain Glory), regia di Raoul Walsh (1944)
- La perla della morte (The Pearl of Death), regia di Roy William Neill (1944)
- Gran Premio (National Velvet), regia di Clarence Brown (1944)
- Le chiavi del paradiso (The Keys of the Kingdom), regia di John M. Stahl (1944)
- Sherlock Holmes e la casa del terrore (The House of Fear), regia di Roy William Neill (1944)
- Notti d'oriente (A Thousand and One Nights), regia di Alfred E. Green (1945)
- Kitty, regia di Mitchell Leisen (1945)
- Tarzan e la donna leopardo (Tarzan and the Leopard Woman), regia di Kurt Neumann (1946)
- Terrore nella notte (Terror by Night), regia di Roy William Neill (1946)
- La donna lupo di Londra (She-Wolf of London), regia di Jean Yarbrough (1946)
- Anna e il re del Siam (Anna and the King of Siam), regia di John Cromwell (1946)
- Roll on Texas Moon, regia di William Witney (1946)
- Venere peccatrice (The Strange Woman), regia di Edgar G. Ulmer (1946)
- Passione di zingara (Golden Earrings), regia di Mitchell Leisen (1947)
- La superba creola (The Foxes of Harrow), regia di John M. Stahl (1947)
- Tre figli in gamba (Christmas Eve), regia di Edwin L. Marin (1947)
- La congiura di Barovia (Where There's Life), regia di Sidney Lanfield (1947)
- Peccatori senza peccato (If Winter Comes), regia di Victor Saville (1947)
- Il dominatore di Wall Street (Ruthless), regia di Edgar G. Ulmer (1948)
- Giovanna d'Arco (Joan of Arc), regia di Victor Fleming (1948)
- La strega rossa (Wake of the Red Witch), regia di Edward Ludwig (1948)
- I banditi della città fantasma (Bad Men of Tombstone), regia di Kurt Neumann (1949)
- Il giardino segreto (The Secret Garden), regia di Fred M. Wilcox (1949)
- Bill il selvaggio (The Kid from Texas), regia di Kurt Neumann (1950)
- Davide e Betsabea (David and Bathsheba), regia di Henry King (1951)
- L'oro dei Caraibi (Caribbean), regia di Edward Ludwig (1952)
- Gli avventurieri di Plymouth (Plymouth Adventure), regia di Clarence Brown (1952)

## Doppiatori italiani
- Giorgio Capecchi in La strega rossa
- Cesare Polacco in Il giardino segreto
- Mario Pisu in Davide e Betsabea
- Stefano Sibaldi in Sherlock Holmes e la perla della morte, Terrore nella notte, La casa del terrore, La donna ragno